# Aziz Lahbabi
Aziz Lahbabi (né le 3 février 1991 à Khenifra) est un athlète marocain, spécialiste des courses de fond. 

## Biographie
Il se classe troisième du 5 000 mètres lors des championnats du monde juniors 2010 de Moncton, au Canada, derrière les Kényans David Kiprotich Bett et John Kipchoech. 
En 2011, il termine 13e des championnats d'Afrique de cross, au Cap, et permet à l'équipe du Maroc d'occuper la troisième place du classement général par équipes. Lors de cette même saison, il est suspendu six mois par l'IAAF, du 4 juillet 2011 au 3 janvier 2012, après avoir fait l'objet en juin d'un contrôle positif à la methylhexanamine.
Il participe aux Jeux olympiques de 2012, à Londres, mais s'incline dès les séries du 5 000 m.
En 2013, Aziz Lahbabi remporte deux médailles durant les Jeux méditerranéens de Mersin, l'argent sur 10 000 m et le bronze sur 5 000 m. Vainqueur des championnats du Maroc, il s'incline dès les séries lors des championnats du monde de Moscou.
En mars 2014, il remporte le Semi-marathon Rome-Ostie en établissant un nouveau record national en 59 min 25 s. 

### Palmarès
| Date | Compétition                   | Lieu    | Résultat | Épreuve  | Temps          |
| ---- | ----------------------------- | ------- | -------- | -------- | -------------- |
| 2010 | Championnats du monde juniors | Moncton | 3e       | 5 000 m  | 13 min 28 s 92 |
| 2013 | Jeux méditerranéens           | Mersin  | 3e       | 5 000 m  | 13 min 40 s 33 |
| 2013 | Jeux méditerranéens           | Mersin  | 2e       | 10 000 m | 28 min 55 s 24 |

### Records
| Épreuve       | Performance    | Lieu   | Date         |
| ------------- | -------------- | ------ | ------------ |
| 5 000 m       | 13 min 4 s 06  | Rabat  | 27 mai 2012  |
| 10 000 m      | 28 min 55 s 24 | Mersin | 27 juin 2013 |
| Semi-marathon | 59 min 25 s    | Ostie  | 2 mars 2014  |